# Mary's Lamb
Mary's Lamb è un film muto del 1915 diretto da Donald MacKenzie.
Richard Carle, il protagonista del film, era l'autore dell'omonima commedia musicale che aveva debuttato a Broadway al New York Theatre il 25 maggio 1998 e che si basava su Mme. Mongodin, una farsa francese. Lo spettacolo, diretto e interpretato da Carle che ne era stato anche l'interprete principale insieme a Elita Proctor Otis, era rimasto in scena fino al settembre del 1908, totalizzando un'ottantina di repliche.

## Trama
Il matrimonio di Leander Lamb non è particolarmente felice e l'uomo, un mite entomologo, sogna la vicina di casa, una piacente vedova che pare incoraggiarlo. Invitato a casa della vedova, Leander si fa scoprire dalla moglie in camicia da notte: per salvarsi, finge di essere sonnambulo ma Mary, la moglie, scopre un po' più tardi un biglietto della vicina per Leander. Per difendersi dalle accuse di Mary, Leander chiede l'aiuto di Blackwell, un vecchio compagno di scuola, che gli racconta una storia compromettente sulla donna quando loro due non erano ancora sposati.

## Produzione
Il film fu prodotto dalla Gold Rooster Plays (Pathé Exchange).

## Distribuzione
Distribuito dalla Pathé Exchange, il film uscì nelle sale cinematografiche USA il 19 novembre 1915.